# Mimoides ariarathes
Espèce
Mimoides ariarathes est une espèce d'insectes lépidoptères (papillons) qui appartient à la famille des Papilionidae, à la sous-famille des Papilioninae et au genre Mimoides.

## Dénomination
Mimoides ariarathes a été décrit par Eugen Johann Christoph Esper en 1788 sous le nom de Papilio ariarathes.

### Sous-espèces
- Mimoides ariarathes ariarathes présent en Guyane, au Surinam et au Brésil.
- Mimoides ariarathes arianus (Stadinger, 1884) ; présent au Brésil,  et au Pérou.
- Mimoides ariarathes demerana Brown & Lamas, 1994 ;  présent en Guyane
- Mimoides ariarathes evagorides Brown & Lamas, 1994 ; présent au Venezuela.
- Mimoides ariarathes gayi (Lucas, 1852) ; présent en Colombie, Bolivie, Équateur, Venezuela, Brésil et au Pérou.
- Mimoides ariarathes illuminatus (Niepelt, 1928) ; présent en Colombie.
- Mimoides ariarathes leuctra (Rothschild & Jordan, 1906) ; présent au Brésil.
- Mimoides ariarathes metagenes (Rothschild & Jordan, 1906) ; présent au Brésil[1].

## Description
Mimoides ariarathes est un grand papillon marron iridescent d'une envergure d'environ 77 mm aux ailes postérieures ornées taches roses, allant suivant les sous-espèces de discrètes petites taches roses en position anales à une ligne submarginale de grosses taches roses.

## Écologie et distribution
Il est présent dans tout le nord de l’Amérique du Sud, en Guyane, au Surinam, en Équateur, Venezuela, au Brésil, en Colombie, en Bolivie, et au Pérou.

### Protection
Pas de statut de protection particulier.